# 554年
| 千纪： | 1千纪                                                                                            |
| 世纪： | 5世纪 \| 6世纪 \| 7世纪                                                                          |
| 年代： | 520年代 \| 530年代 \| 540年代 \| 550年代 \| 560年代 \| 570年代 \| 580年代                        |
| 年份： | 549年 \| 550年 \| 551年 \| 552年 \| 553年 \| 554年 \| 555年 \| 556年 \| 557年 \| 558年 \| 559年  |
| 纪年： | 甲戌年（狗年）；南朝梁承聖三年；高昌和平四年；西魏废帝三年，恭帝元年；北齊天保五年；新罗開國四年 |

## 大事记
- 拜占庭帝國將領納爾塞斯在沃爾圖努斯河戰役擊敗法蘭克人，收復被佔領的土地。
- 西魏與南梁爆發江陵之戰，江陵被西魏攻陷，梁元帝被俘，不久后即被處死。西魏立萧詧為梁帝，充當西魏的附庸。陳霸先與王僧辯請晉安王蕭方智以太宰承制，又遣長史謝哲奉箋勸進，稱梁王。